# Hot Latin Songs
Hot Latin Songs (precedentemente nota come Top Latin Songs) è la lista di canzoni latine più ascoltate negli Stati Uniti, insieme a Top Latin Albums. In testa a questa classifica si piazza il cantante spagnolo Enrique Iglesias, finora con 21 brani in prima posizione, seguita dalla colombiana Shakira, considerata la cantante Latina di maggior successo di tutti i tempi. Seguono altri performer di fama internazionale: Juanes, Juan Luis Guerra, Thalía, Luis Miguel, Selena, Ricky Martin, Julio Iglesias, Raphael, Alejandro Sanz, Paulina Rubio, Maná, Chayanne, e molti altri. Insieme a Top Latin Albums, è la lista più importante dell'America Latina.

## Curiosità
La prima canzone non spagnola che ha raggiunto il primo posto nella TLS è stata nel 1998, My Heart Will Go On di Céline Dion nel corso.